# Mount Gozur
Mount Gozur är ett berg i Antarktis. Det ligger i Västantarktis. Chile gör anspråk på området. Toppen på Mount Gozur är 2 980 meter över havet.
Terrängen runt Mount Gozur är varierad. Trakten är obefolkad. Det finns inga samhällen i närheten.